# Aram Sarkissjan

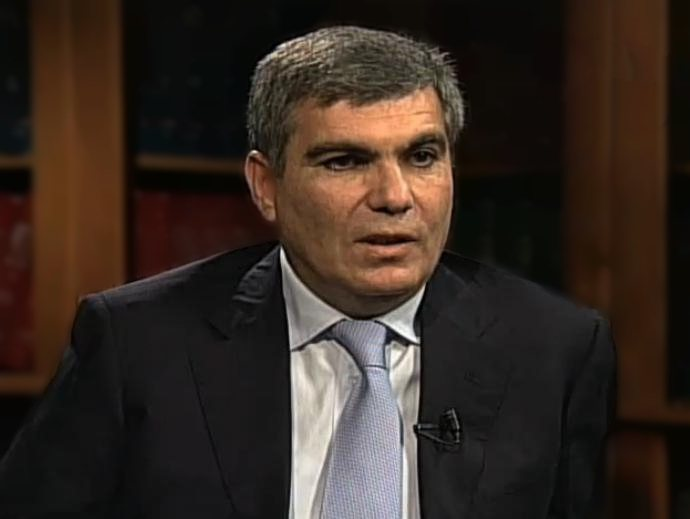
Aram Sarkissjan 2010

Aram Sarkissjan (armenisch Արամ Սարգսյան/Aram Sargsjan; * 2. Januar 1961 in Ararat (Dorf), Ararat, Armenische SSR, Sowjetunion) war vom 3. November 1999 bis zum 2. Mai 2000 armenischer Premierminister für die Republikanische Partei. Er war Nachfolger seines zwei Jahre älteren Bruders Wasken Sarkissjan, der durch ein Attentat getötet wurde. Im Jahr 2000 gründete er als Abspaltung der Republikanischen Partei die oppositionelle Partei Republik.

## Werdegang
Sarkissjan wurde 1961 im Dorf Ararat in der heutigen armenischen Provinz Ararat geboren. 1981 machte er seinen Abschluss an der Hochschule für Bildende Künste Nr. 8 und diente anschließend bis 1983 in der sowjetischen Armee. Im Jahr 1989 schloss er sein Studium an der Fakultät für Architektur und Bauwesen des Polytechnischen Instituts Jerewan "Karl Marx" ab und wurde Ingenieur-Baumeister.
Bei der Stiftung "Araratardshin" war er von 1989 bis 1993 als Arbeits- und Laborleiter sowie Chefingenieur tätig. Im (ersten) Bergkarabachkrieg wurde er Mitglied des Jerkrapah-Freiwilligenverbandes (später Veteranenverbandes) seines Bruders Wasken Sarkissjan. Von 1993 bis 1998 war er Assistent des Generaldirektors, stellvertretender Generaldirektor für Kapitalaufbau und Direktor für die neue technologische Ausrichtung bei der Firma "Araratcement" (CJSC). Zwischen 1998 und 1999, sowie nach einer Unterbrechung aufgrund des Premierministeramtes erneut von 2000 bis 2003, war Sarkissjan Generaldirektor des Unternehmens. 1995 und erneut 1999 war Sarkissjan Gewähltes Mitglied der Landeskirchlichen Versammlung der Armenischen Apostolischen Kirche.
In der Folge eines politischen Attentats auf seinen Bruder, den Premierminister Wasken Sarkissjan, wurde Aram Sarkissjan am 3. November 1999 vom Präsidenten Robert Kotscharjan zum Nachfolger als Premierminister ernannt. Er war zuvor politisch nicht aktiv gewesen und lediglich Mitglied der Republikanischen Partei. Die größte Fraktion im Parlament, die Fraktion "Einheit", hatte Aram Sarkissjan für den Posten nominiert. Aufgrund von Konflikten mit dem Präsidenten wurde er jedoch im Jahr darauf wieder von seinem Amt entbunden und kehrte zunächst zu seiner alten beruflichen Tätigkeit zurück.
Politisch verließ Sarkissjan die Republikanische Partei Armeniens nach seiner Entlassung und gründete im Jahr 2001 die Partei Republik, deren Gründungsvorsitzender er wurde. Er schloss sich mit dieser Partei dem Parteienbündnis "Gerechtigkeit" zur Parlamentswahl in Armenien 2003 an und erreichte über dessen proportionale Wahlliste den Einzug ins Parlament. Als Abgeordneter blieb er Mitglied der Fraktion "Gerechtigkeit" und saß im Ständigen Ausschuss für Finanz-, Kredit-, Haushalts- und Wirtschaftsfragen. Das Parlamentsmandat endete 2007. Bei der Parlamentswahl in Armenien 2012 erreichte er über die proportionale Wahlliste des Parteienbündnisses Armenischer Nationalkongress erneut ein Parlamentsmandat, lehnte das Mandat jedoch ab.
Am 12. Dezember 2016 gehörte Sarkissjans Partei Republik zu den drei Mitgliedsparteien der neugegründeten Ausweg-Allianz (kurz Jelk), neben Nikol Paschinjans Zivilvertrag und Edmon Marukjans Leuchtendes Armenien. Als Teil dieses Bündnisses gelang Sarkissjan bei der Parlamentswahl in Armenien 2017 erneut der Einzug in die Nationalversammlung. Er blieb Mitglied der "Jelk"-Fraktion und saß im Ständigen Ausschuss für wirtschaftliche Angelegenheiten. Das Mandat endete jedoch vorzeitig im Januar 2019 in Folge der vorgezogenen Parlamentswahl in Armenien 2018, die nach der Samtenen Revolution in die Wege geleitet wurde.

## Privates
Sarkissjan ist verheiratet und Vater von drei Kindern.